# 왕칭
왕칭(王靑, 왕청, 1949년 6월 24일 ~ )은 중화인민공화국 홍콩 특별행정구의 영화배우, 영화감독, 영화 무술감독, 텔레비전 연기자이다. 중국 상하이 출생이고 어렸을 때 홍콩으로 이주하였으며 홍콩에서 성장하였다.

## 생애
1967년 영화 《도검(盜劍)》으로 영화배우 데뷔하였으며 1976년부터 텔레비전 드라마에도 출연하기 시작하였다. 1981년 영화 《충봉차(衝鋒車)》에 주연하였고 이 영화로 영화 무술감독으로도 데뷔하였으며 1983년 영화 《혈중혈(血中血)》에 주연하였고 이 영화로 영화감독으로도 데뷔하였다. 1993년에는 영화 《Hero of Hong Kong 1949》에 조연하였는데 이 영화로 영화 각색가로도 데뷔하였다.